# Friedrich August Hannemann
Friedrich August Hannemann (* 1819 in Wartenburg; † 1912) war ein deutsch-brasilianischer Imker und Erfinder. 1877 erfand das Absperrgitter (ein Gitter zwischen Honig- und Brutraum). Dies erfand er unabhängig vom und zeitgleich mit dem Franzosen Abbé Collin.